# Indo-Arische talen

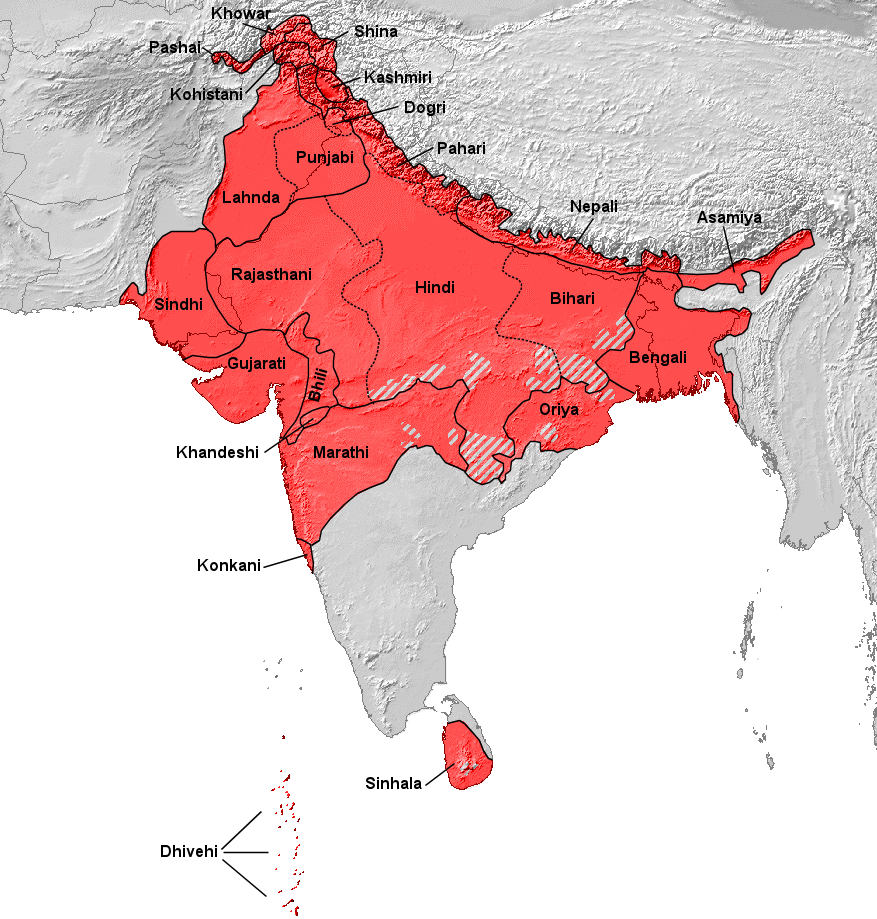
Verspreiding van de Indo-Arische talen

De Indo-Arische talen zijn een zeer omvangrijke Indo-Europese taalgroep, waarvan de talen hoofdzakelijk worden gesproken in India, Pakistan, Afghanistan, Bangladesh, de Maldiven, Sri Lanka en Nepal.
Veel Indo-Arische talen stammen af van het Sanskriet of van het spreektaal-sanskriet, het Prakrit. Het Devanagari wordt door de meeste talen als schrift gebruikt.

## Geschiedenis
Anders dan de naam doet verwachten leefden de oudste sprekers van het Indo-Arisch niet in India, maar verder in het noordwesten. Afhankelijk van de tijdspan waarin de Indo-Iraanse talen zich splitsten in de Iraanse talen en de Indo-Arische, zou dat in Centraal-Azië (Andronovocultuur,  2.300-1000 v.Chr.) of zelfs de Pontisch-Kaspische Steppe kunnen zijn.
De oudste geattesteerde sporen van sprekers van het Indo-Arisch dateren van ca. 1500 v. Chr., nl. in het Nabije Oosten, waar het oude Mitanni-Rijk gevestigd was. In drie belangrijke documenten die aldaar aan het licht gekomen zijn, komen woorden voor die onmiskenbaar Indo-Arisch zijn, onder andere de oude Vedische godheden Mi-it-ra (d.i. Vedisch Mitra), Aru-na (Ved. Varuna), In-da-ra (Ved. Indra), en Na-sa-at-tita (Ved. Nasatya), telwoorden als aika 'één' (Sanskriet eka-), tera 'drie' (Sanskr. traya-), panza 'vijf' (Sanskr. panca) en paardenkleuren als babru (= Sanskr. babhru- 'bruin'), parita 'schimmel' (= Sanskr. palita- 'grijs') en pinkala 'vos' (pingala- 'rossig'). Een van deze drie teksten is een handleiding van de Mitanni-paardentrainer Kikkuli. Hieruit blijkt dat de paardrijkunst van de Indo-Arische sprekers in deze contreien in hoog aanzien stond. Deze handleiding was in het Hettitisch opgesteld, maar vaak waren de technische termen juist Indo-Arisch (die vervolgens in het Hettitisch uitgelegd werden).

## Classificatie
- Indo-Europese talen
  - Indo-Iraanse talen
    - Indo-Arische talen

Chronologisch worden de Indo-Arische talen verdeeld in:
- Oud-Indo-Arische talen: zoals het Sanskriet
- Middel-Indo-Arische talen: zoals verschillende Prakrits en Pali
- Nieuw-Indo-Arische talen: de huidige talen

## Indeling levende talen
De verdere classificatie van de Indo-Arische talen is een continu onderwerp van debat en men komt nog steeds tot nieuwe inzichten. Over de grote lijnen zijn de taalkundigen het eens; er zijn echter enkele gebieden waarover geen algemene overeenstemming bestaat. Vooral met betrekking tot de eventuele verwantschap tussen de centrale, oost-centrale en eventuele westelijke groep geldt dat. SIL International, bijvoorbeeld, deelt de centrale groep niet verder onder, terwijl andere taalkundigen dit wel doen en naast de centrale groep ook een westelijke groep onderscheiden, maar daarentegen de oost-centrale groep weer onder de centrale groep scharen. Daarnaast kennen veel talen een dialectcontinuüm, niet alleen tussen verwante talen, maar ook tussen minder verwante talen, wat de classificatie nog verder bemoeilijkt. Veel talen, zoals het Rajasthani, vormen meer een groep dialecten dan een gestandaardiseerde taal, wat de discussie over wat wel of niet een taal is verder bemoeilijkt. Ook door andere factoren, zoals politieke en historische, kan het lastig zijn om het verschil te zien tussen een taal en een dialect. Standaardisatie heeft zich vooral bij talen voorgedaan die in een bepaalde regio een eeuwenlange leidende rol hebben gespeeld, zoals het Hindoestani (Hindi en Urdu), Bengaals en het Marathi.
Onderstaande classificatie is gebaseerd op die van SIL International.
| - Bhil talen - Bareli - Bauria - Bhilali - Bhili - Chodri - Dhodia - Dubli - Dungra Bhil - Gamit - Garasia - Mawchi - Nahali - Noiri - Pardhi - Rathawi - Wagdi - Dom - Domari - Gujarati - Aer - Gujarati - Jandavra - Koli - Saurashtra - Vaghri - Vasavi - Khandesi - Ahirani - Dhanki - Khandesi - Punjabi - Oostelijk Punjabi - Powari - Rajasthani - Marwari - Dhatki - Dhundari - Goaria - Godwari - Loarki - Marwari - Merwari - Mewari - Shekhawati - Niet geclassificeerd - Bagri - Gade Lohar - Gujari - Gurgula - Harauti - Lambadi - Malvi - Nimadi - Romani - Balkan - Balkan-Romani - Noordelijk - Baltisch-Romani - Kalo-Fins-Romani - Karpaten-Romani - Sinti-Romani - Welsh-Romani - Vlach of Vlax - Vlach Romani - Niet geclassificeerd - Dangaura Tharu - Kathoriya Tharu - Mewati - Parya - Sonha - Westelijk Hindi - Bundeli - Bundeli - Hindoestani - Hindi - Sansi - Kabutra - Sansi - Urdu - Niet geclassificeerd - Bhaya - Braj Bhasha - Chamari - Ghera - Gowli - Haryanvi - Kanauji - Awadhi - Bagheli - Chhattisgarhi - Dhanwar - Fijisch-Hindoestani - Bengaals-Assamees - Assamees - Bengaals - Bishnupriya - Chakma - Chittagonisch - Hajong - Halbi - Kayort - Kharia Thar - Kurmukar - Mal Paharia - Mirgan - Nahari - Rajbanshi - Rohingya - Sylheti - Tangchangya - Bihari - Angika - Bhojpuri - Caribisch Hindoestani - Sarnami Hindoestani - Kudmali - Magahi - Maithili - Majhi - Musasa - Oraon Sadri - Panchpargania - Sadri - Surajpuri - Oriya - Bhatri - Bhunjia - Bodo Parja - Kupia - Oriya - Reli - Niet geclassificeerd - Bote-Majhi - Buksa - Chitwania Tharu - Degaru - Kochila Tharu - Rana Tharu |  | - Centraal Pahari - Kumauni - Oostelijk Pahari - Jumli - Nepalees - Palpa - Garhwali - Garhwali - Westelijk Pahari - Bhadrawahi - Bhattiyali - Bilaspuri - Chambeali - Churahi - Dogri - Gaddi - Harijan Kinnauri - Hinduri - Jaunsari - Kangri - Kullu Pahari - Mahasu Pahari - Mandeali - Pahari-Potwari - Pangwali - Sirmauri - Dardische talen - Chitral - Khowar - Kalasha - Kasjmiri - Kasjmiri - Kohistani - Bateri - Chilisso - Gowro - Indus-Kohistani - Kalami - Kalkoti - Tirahi - Torwali - Wotapuri-Katarqalai - Kunar - Dameli - Gawar-Bati - Grangali - Pashayi - Noordoostelijk Pashayi - Noordwestelijk Pashayi - Zuidwestelijk Pashayi - Zuidoostelijk Pashayi - Shumashti - Shina - Brokskat - Domaaki - Kohistani Shina - Phalura - Savi - Shina - Ushojo - Lahnda talen - Zuidelijk Hindko - Noordelijk Hindko - Jakati - Mirpur Punjabi - Westelijk Panjabi - Seraiki - Khetran - Sindhi - Jadgali - Kachchi - Lasi - Sindhi Bhil - Sindhi - Divehi of Maldivisch - Singalees - Veddah - Konkani - Goanees Konkani - Kukna - Katkari - Konkani - Phudagi - Samvedi - Varli - Niet geclassificeerd (4) - Bhalay - Deccan - Gowlan - Varhadi-Nagpuri - Marathi - Chinali - Dhanwar - Darai - Kanjari - Kumhali - Lahul Lohar - Memoni - Mina - Od - Pali - Tippera - Usui - Vaagri Booli - Sanskriet |